# Hipódromo del Sur
El Hipódromo del Sur o la Finca Nacional Aurora Es el nombre que recibe una instalación deportiva localizada en la Ciudad de Guatemala, en el país centroamericano de Guatemala. Fue establecido en el año 1921 con el fin de conmemorar el centenario de la independencia Nacional en 1921. Sin embargo las obras fueron terminados en realidad solo hasta diciembre de 1923.

## Historia

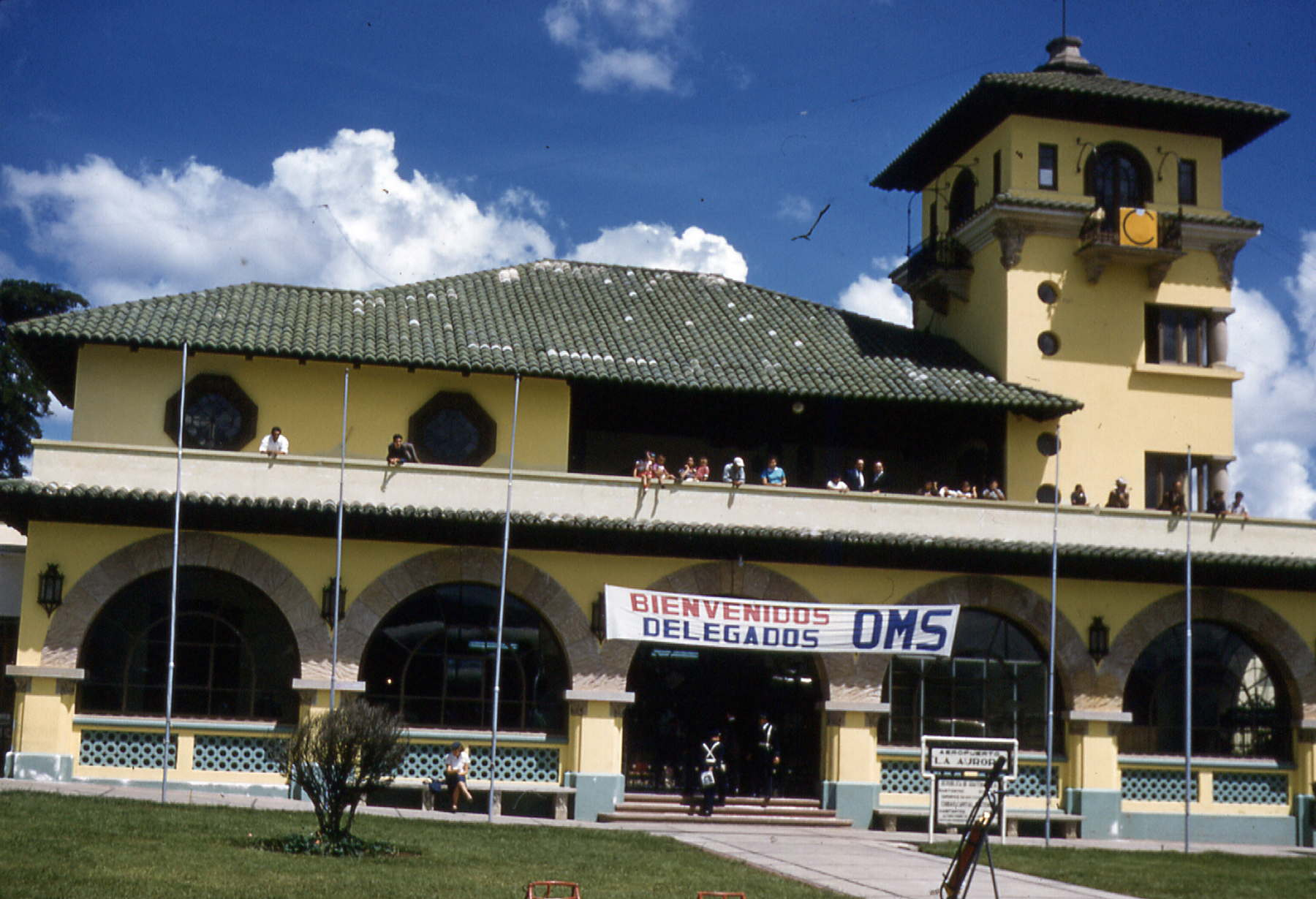
Terminal original del Aeropuerto Internacional La Aurora.

«La Aurora» era una zona verde con un área de seis caballerías y más de cincuenta manzanas en el sur de la capital y que perteneció al presidente general Manuel Lisandro Barillas Bercián. Cuando Barillas entregó el poder al general José María Reyna Barrios en 1892, éste tomó posesión de una gran parte de la finca con el propósito de llevar a cabo su plan de desarrollo de un área recreacional, lo que formaba parte de sus planes de mejoramientos para el crecimiento de la capital.  Dichos planes incluían el desarrollo de la finca La Aurora y la construcción de una estación de ferrocarril, el cual iba a correr a lo largo del Bulevar «30 de junio».  El eje central de estas mejoras era la Exposición Centroamericana de 1897,la cual se desarrolló en los salones construidos en el bulevar, y cuyo éxito dependía de la finalización del ferrocarril interoceánico, principal proyecto económico de Reyna Barrios y que hubiera significado una gran fuente de ingresos para el país si se hubiese concluido a tiempo.  Pero la exposición fracasó cuando no se logró construir el ferrocarril interoceánico en su totalidad, y la situación económica de Guatemala quedó en situación por demás precaria, ya que las deudas en que había incurrido el general Reyna Barrios con bancos ingleses eran considerables.  
El general Reyna Barrios fue asesinado en febrero de 1898 y sus planes de mejoramiento ya no se concretaron, y su sucesor, el licenciado Manuel Estrada Cabrera tuvo que preocuparse por pagar la deuda inglesa. La finca tenía tres entradas: Pamplona, Los Arcos e Hincapié y había una avenida llamada «Paseo La Aurora» que atravesaba el parque con varias veredas que se conectaban en una plaza central, a la que se nombró «Plaza Reyna Barrios».
Las necesidades aeroportuarias de la ciudad de Guatemala motivaron la construcción del Aeropuerto La Aurora, cuyas primeras actividades ocurrieron en 1923, durante el gobierno del general José María Orellana; hasta entonces, el Campo de Marte era el espacio que se había utilizado para realizar los primeros experimentos aeronáuticos en Guatemala. Originalmente, la finca La Aurora constaba únicamente de una pista de grama, que eran suficientes para satisfacer las necesidades de la década de 1930.
El Hipódromo del Sur fue inaugurado oficialmente en 1923 por el presidente general Orellana, y fue un lugar de gran popularidad en el parque nacional «La Aurora». La pista de hipódromo tenía una longitud de 1600 metros por 30 metros de ancho y capacidad para 1600 espectadores; sus instalaciones incluían caballerizas, establos y graderías techadas. En esa época se podía admirar los ejercicios hípicos, jaripeos, y carreras de caballos. En 1926, el presidente general Lázaro Chacón ordenó la construcción de nuevas instalaciones y remodelaciones del hipódromo para aumentar la diversidad de los eventos, ferias y amenidades, lo que mantuvo a la estructura en continua remoldelación y expansión.
En 1931, durante los primeros días de la presidencia del general Jorge Ubico (1931-1944) se terminó la construcción de nuevas instalaciones en el hipódromo las cuales incluían la tribuna presidencial y garitas para los jueces de campo. En 1935 se terminó la construcción de la primera concha acústica en Guatemala en las inmediaciones del hipódromo y se inició la celebración de una feria internacional, para la cual se instalaron juegos mecánicos y se presentaron eventos culturales y sociales de todo tipo. La feria se celebraba en noviembre, en honor al cumpleaños del general Ubico.
Durante el resto del gobierno del general Ubico la ciudad se expandió hacia el sur, con la construcción del edificio del Aeropuerto Internacional La Aurora sobre la Avenida de Hincapié, los salones de exposiciones de la «Feria de noviembre»  El edificio fue construido como parte de las instalaciones de la base aérea que el gobierno de los Estados Unidos estableció en el aeropuerto; la primera pista pavimentada se construyó en 1942, con dos mil metros.
Junto al Hipódromo del Norte fueron las únicas pistas de carreras de caballos que existieron en Guatemala.
Actualmente alberga el Parque Deportivo Ecuestre La Aurora que utiliza algunos de los terrenos de la instalación. Posee caballerizas y una pista de Grama.